# Avimimus
Avimimus portentosus var en liten fågelliknande dinosaurie som man hittat fossil av i Kina och Mongoliet, där den tros ha levt för cirka 95 - 75 miljoner år sedan. Den upptäcktes först av Sergei M. Kurzanov 1973, och är känd från flera inkompletta skelett. Avimimus har beskrivits både som en sannolik förfader till fåglarna och en primitiv Oviraptoid. Man vet inte heller säkert vad den åt, men det har föreslagits att den var insektsätare eller allätare.

## Beskrivning

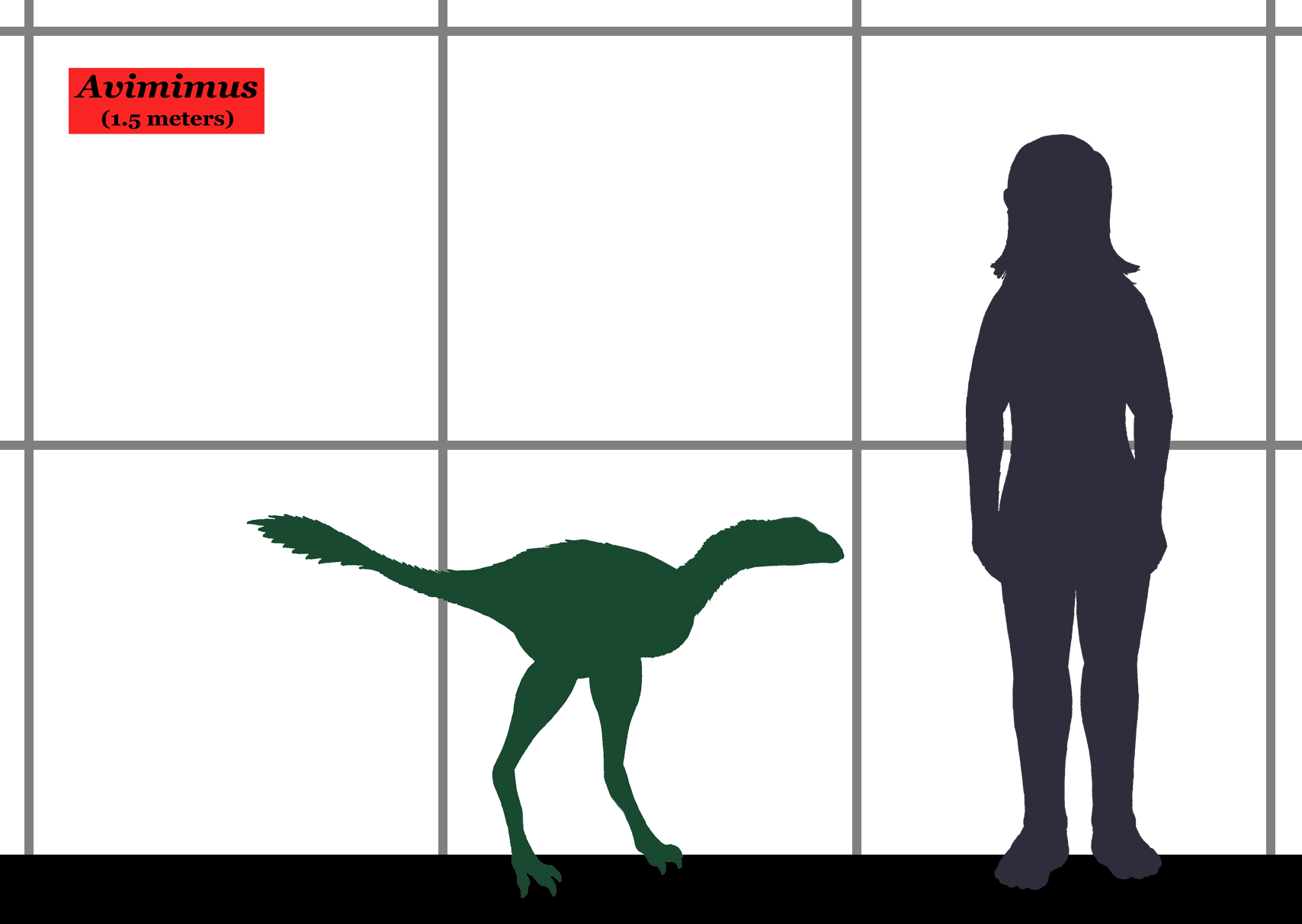
Storleken hos Avimimus, jämfört med en människa.

Avimimus beräknas ha mätt cirka 1,5 meter från nos till svans. Kroppen påminde om en höna till formen, och bakbenen var långa, vilket tyder på att dinosaurien troligen sprang fort. Frambenen var något kortare än bakbenen, med händer där fingrarna var sammanvuxna, som på moderna fåglar. Man tror också att frambenen kunde fällas in mot kroppen på samma sätt som fågelvingar. Avimimus hade ganska lång hals, och huvudet var litet med en tandlös näbb liknande en papegojas. Ögonen var stora, och med dinosauriers mått mätt var dess hjärna ganska stor. Det är möjligt att Avimimus haft fjädrar. Man har inte hittat fossila fjädrar i samband med skeletten, men underarmsbenet (ulna) har skåror som liknar de som fäster fjädrar i vingarna på fåglar, vilket tyder på att Avimimus var befjädrad.

## Taxonomi
Avimimus upptäckare Sergei M. Kurzanov har klassat djuret som en trolig förfader till fåglarna. Denna hypotes stöds inte av andra forskare, som istället har "urfågeln" Archaeopteryx som en mer sannolik kandidat. Avimimus klassas istället till oviraptorosaurierna, men även bland dessa är den lite avvikande. Dess bäcken är något olikt andra theropoders, och man har även föreslagit att den ska klassificeras som en egen familj, Avimimidae. 